# Pegões
Pegões (desde 2013 llamada oficialmente União das Freguesias de Pegões) es una freguesia portuguesa del municipio de Montijo, distrito de Setúbal.

## Historia
La freguesia de Pegões, junto con las de Canha y Santo Isidro de Pegões formaba hasta 2013 un exclave situado al este de la porción principal del municipio de Montijo, en la que asienta la capital del municipio, pero cuya superficie es mucho menor.
Perteneciente desde 1186 a los dominios de la Orden de Santiago, el territorio de Pegões formaba parte del antiguo municipio de Canha hasta la extinción de este en 1838; integrándose entonces en el de Aldeia Galega de Ribatejo, que era el nombre que entonces ostentaba el actual municipio de Montijo, como parte de la freguesia de Canha. Solo en 1985 se segregó de esta para formar una freguesia autónoma.
El 28 de enero de 2013 la freguesia de Santo Isidro de Pegões fue suprimida en aplicación de una resolución de la Asamblea de la República de Portugal promulgada el 16 de enero de 2013, pasando a formar parte de esta freguesia.

## Organización territorial
Hasta 2013 estaba formado por los cuatro núcleos de población de Pegões-Cruzamento, Afonsos, São João das Craveiras y Pegões-Gare. 

## Demografía
| Gráfica de evolución demográfica de Pegões entre 2011 y 2021 |
|                                                              |
| Datos según el nomenclátor publicado por el INE portugués.   |